# 小原舞
小原 舞（おはら まい、1974年7月10日 - ）は、日本の政治家、元海上自衛官。京都府議会議員（3期）。元衆議院議員（1期）。

## 来歴
京都府舞鶴市生まれ。舞鶴市立新舞鶴小学校、舞鶴市立青葉中学校、京都府立東舞鶴高等学校卒業。高校卒業後、1993年、海上自衛隊に入隊。1999年、関西学院大学法学部政治学科を卒業。舞鶴市役所の臨時職員、植木職人を経て、2003年よりNPO法人「舞鶴市女性センターネットワークの会」事務局長。2007年に京都大学大学院法学研究科修士課程国際公共政策専攻で修士号を取得し、松下政経塾に入塾した。
2009年、第45回衆議院議員総選挙に民主党公認で京都5区から出馬。自由民主党前職で、財務大臣や国土交通大臣、自由民主党政調会長を歴任したベテラン議員である谷垣禎一を猛追したが、約7千票差の僅差で敗れ、重複立候補していた比例近畿ブロックで復活し、初当選した。
2011年8月26日、菅直人首相が民主党代表辞任を正式に表明。菅の辞任に伴う代表選挙（8月29日投開票）では前原誠司の推薦人に名を連ねた。
2012年の第46回衆議院議員総選挙では、民主党公認で京都5区から出馬するが、自民党の谷垣に大差で敗れ、比例復活もならず落選した。2014年の第47回衆議院議員総選挙でも再び谷垣に敗れる。2015年2月、京都府議会議員選挙に舞鶴市選挙区（定数2）から出馬する意向を表明。無所属（民主党推薦）で立候補し、京都2区選出の前原誠司衆議院議員や多々見良三舞鶴市長らの支援を受け、5人が立候補した乱戦を制して得票数2位で当選した。
2019年4月、京都府議選舞鶴市選挙区で得票率2位で当選した。
2023年4月、京都府議選舞鶴市選挙区で得票率1位で当選した。

## 政策
- 選択的夫婦別姓制度導入について、「どちらかといえば賛成」としている[8]。

## 人物
- 尊敬する人物は松下幸之助[1]。
- 趣味は読書、ガーデニング、映画鑑賞[1]。
- 犬、猫（3匹）、鳥、ウサギ、金魚を飼っている[1]。
- 2012年6月26日の衆議院本会議で、消費税増税を含む社会保障・税一体改革関連法案に賛成票を投じた。その後野田佳彦首相に対し、反対票を投じた民主党所属の衆議院議員に対し、厳正な処分を行うよう要望した、当選1回の議員11人のうちの一人である[9]。